# Liste der Baudenkmäler in Igensdorf
Auf dieser Seite sind die Baudenkmäler in dem oberfränkischen Markt Igensdorf zusammengestellt. Diese Tabelle ist eine Teilliste der Liste der Baudenkmäler in Bayern. Grundlage ist die Bayerische Denkmalliste, die auf Basis des Bayerischen Denkmalschutzgesetzes vom 1. Oktober 1973 erstmals erstellt wurde und seither durch das Bayerische Landesamt für Denkmalpflege geführt wird. Die folgenden Angaben ersetzen nicht die rechtsverbindliche Auskunft der Denkmalschutzbehörde.
 Diese Liste gibt den Fortschreibungsstand vom 1. November 2023 wieder und enthält 28 Baudenkmäler.

## Baudenkmäler nach Gemeindeteilen

### Igensdorf
| Lage                             | Objekt                                        | Beschreibung | Akten-Nr.             | Bild                  |
| -------------------------------- | --------------------------------------------- | --- | --------------------- | --------------------- |
| Am Kirchplatz 8 (Standort)       | Evangelisch-lutherische Pfarrkirche St. Georg | barocker Saalbau auf quadratischem Grundriss, massiv mit Satteldach, in die Fassade mit Schweifgiebel eingebundener Dachturm mit Glockendach, eingezogener Chor mit 5/8-Schluss, 1685–87 von Johann Trost, Emporenaufgang 1910; mit Ausstattung | D-4-74-140-2 Wikidata | weitere Bilder        |
| Forchheimer Straße 28 (Standort) | Ehemaliges Pfarrhaus                          | giebelständiger zweigeschossiger Satteldachbau in Ecklage, massiv verputzt, Ostseite mit Fachwerk, 1690–91, durch Erneuerung 1970 entstellt | D-4-74-140-1 Wikidata | Ehemaliges Pfarrhaus  |
| Sankt-Georg-Straße 2 (Standort)  | Ehemaliges Bauernhaus                         | in Ecklage, zweigeschossiger Satteldachbau mit Zwerchhaus, Erdgeschoss massiv, Obergeschoss Fachwerk, im Kern 18. Jahrhundert | D-4-74-140-4 Wikidata | Ehemaliges Bauernhaus |
| Sankt-Georg-Straße 5 (Standort)  | Bauernhaus                                    | Bauernhaus, zweigeschossiger traufständiger Satteldachbau, verputzt, Erdgeschoss wohl massiv, Obergeschoss wohl Fachwerk, 18./frühes 19. Jahrhundert                                                                                            | D-4-74-140-3 Wikidata | Bauernhaus            |

### Affalterbach
| Lage                      | Objekt                | Beschreibung                                                                     | Akten-Nr.             | Bild                  |
| ------------------------- | --------------------- | -------------------------------------------------------------------------------- | --------------------- | --------------------- |
| Affalterbach 2 (Standort) | Ehemaliges Bauernhaus | zweigeschossiger giebelständiger Sandsteinquaderbau, Satteldach, bezeichnet 1868 | D-4-74-140-5 Wikidata | Ehemaliges Bauernhaus |

### Dachstadt
| Lage                    | Objekt                       | Beschreibung | Akten-Nr.              | Bild       |
| ----------------------- | ---------------------------- | --- | ---------------------- | ---------- |
| Dachstadt 1 (Standort)  | Stadel                       | Hierzu Stadel, angebaut, Fachwerk mit Satteldach, 18. Jahrhundert | D-4-74-140-6 Wikidata  | BW         |
| Dachstadt 10 (Standort) | Bauernhaus                   | Bauernhaus, Wohnstallbau, eingeschossiger giebelständiger Satteldachbau mit Zierfachwerk, bezeichnet 1735.                                                           | D-4-74-140-8 Wikidata  | Bauernhaus |
| Dachstadt 11 (Standort) | Bauernhaus                   | Bauernhaus, Wohnstallbau, giebelständiges Erdgeschossiges Satteldachhaus, massiv verputzt, Fachwerkgiebel, 18. Jahrhundert                                           | D-4-74-140-9 Wikidata  | BW         |
| In Dachstadt (Standort) | Stadel mit angebauter Remise | Hierzu Stadel mit angebauter Remise, Fachwerk mit Satteldach, erste Hälfte 19. Jahrhundert, giebelseitige Scheunenwand zweite Hälfte 20. Jahrhundert massiv erneuert | D-4-74-140-10 Wikidata | BW         |

### Etlaswind
| Lage                    | Objekt                  | Beschreibung                                                                        | Akten-Nr.              | Bild                  |
| ----------------------- | ----------------------- | ----------------------------------------------------------------------------------- | ---------------------- | --------------------- |
| Etlaswind 12 (Standort) | Hofstelle: Bauernhaus   | Stattliches Bauernhaus, zweigeschossiger Sandsteinquaderbau mit Satteldach, um 1870 | D-4-74-140-14 Wikidata | Hofstelle: Bauernhaus |
| Etlaswind 12 (Standort) | Hofstelle: Austragshaus | zweigeschossiger Sandsteinquaderbau mit Satteldach, um 1870                         | D-4-74-140-14 Wikidata | BW                    |
| Etlaswind 12 (Standort) | Hofstelle: Scheune      | Fachwerk, um 1900                                                                   | D-4-74-140-14 Wikidata | BW                    |

### Haselhof
| Lage                    | Objekt                              | Beschreibung | Akten-Nr.              | Bild           |
| ----------------------- | ----------------------------------- | --- | ---------------------- | -------------- |
| Sengersäcker (Standort) | Kreuzstein in der Flur Sengersäcker | sogenanntes Poppenkreuz, Sandstein, spätmittelalterlich; am gegenüber der Schmiede in Pettensiedel abzweigenden Weg Richtung Schleindorf auf einer Wiese westlich des Haselhofes | D-4-74-140-15 Wikidata | weitere Bilder |

### Kirchrüsselbach
| Lage                                                  | Objekt                                          | Beschreibung | Akten-Nr.              | Bild           |
| ----------------------------------------------------- | ----------------------------------------------- | --- | ---------------------- | -------------- |
| In Kirchrüsselbach; Sankt-Jakobus-Straße 2 (Standort) | Evangelisch-lutherische Pfarrkirche St. Jakobus | Saalkirche mit eingezogenem Rechteckchor und Westturm, Massivbau, Schiff mit Mansarddach, Chor mit abgewalmtem Satteldach, Turm mit Spitzhelm, Chor (vermutlich der Stumpf eines Chorturms) 14./15. Jahrhundert, Westturm ehemals bezeichnet 1586, Erweiterung der Chorfenster 1747, Neubau von Langhaus und Turmhelm 1776–1779 Johann Gottlieb Riedel zugeschrieben; mit Ausstattung | D-4-74-140-16 Wikidata | weitere Bilder |
| In Kirchrüsselbach; Sankt-Jakobus-Straße 2 (Standort) | Kirchhofbefestigung                             | Wehrmauer, Sandsteinquader, 16. Jahrhundert | D-4-74-140-16          | weitere Bilder |

### Mitteldorf
| Lage                            | Objekt       | Beschreibung | Akten-Nr.              | Bild       |
| ------------------------------- | ------------ | --- | ---------------------- | ---------- |
| Bayreuther Straße 31 (Standort) | Bauernhaus   | Bauernhaus, zweigeschossiger giebelständiger Satteldachbau, massiv, verputzt, bezeichnet 1817 | D-4-74-140-18 Wikidata | Bauernhaus |
| Bayreuther Straße 31 (Standort) | Stadel       | massiver Satteldachbau, bezeichnet 1879 | D-4-74-140-18          | BW         |
| Hainburgstraße 2 (Standort)     | Bauernhaus   | Bauernhaus, zweigeschossiger giebelständiger Satteldachbau, Anfang 19. Jahrhundert, durch vollständige Eternitverkleidung stark überformt; Fachwerkstadel, hohes Satteldach mit Hopfengauben, 18. Jahrhundert | D-4-74-140-19 Wikidata | BW         |
| Hainburgstraße 4 (Standort)     | Hopfenstadel | einstöckiger Fachwerkbau mit steilem Satteldach, Lüftungs-Schleppgauben und traufseitiger Toreinfahrt, 18. Jahrhundert                                                                                        | D-4-74-140-42 Wikidata | BW         |

### Mittelrüsselbach
| Lage                          | Objekt   | Beschreibung | Akten-Nr.              | Bild |
| ----------------------------- | -------- | --- | ---------------------- | ---- |
| Mittelrüsselbach 7 (Standort) | Gasthaus | Gasthaus, stattlicher zweigeschossiger Satteldachbau, Erdgeschoss massiv, Fachwerkobergeschoss, 17. Jahrhundert; davor Wirtshauslinde | D-4-74-140-21 Wikidata | BW   |

### Oberrüsselbach
| Lage                         | Objekt     | Beschreibung | Akten-Nr.              | Bild |
| ---------------------------- | ---------- | --- | ---------------------- | ---- |
| Am Geisberg 8 (Standort)     | Bauernhaus | zweigeschossiger Satteldachbau, Erdgeschoss massiv, Fachwerkobergeschoss, bezeichnet 1838                                                                                      | D-4-74-140-33 Wikidata | BW   |
| Oberrüsselbach 21 (Standort) | Bauernhof  | eingeschossiges Wohnstallhaus mit viergeschossigem Satteldach, um 1800, mit seitlich angesetztem und über die Giebelfront vorgezogenem Nebengebäude, Bruchstein mit Satteldach | D-4-74-140-34 Wikidata | BW   |

### Pettensiedel
| Lage                       | Objekt     | Beschreibung | Akten-Nr.              | Bild       |
| -------------------------- | ---------- | --- | ---------------------- | ---------- |
| Pettensiedel 15 (Standort) | Bauernhaus | Wohnstallhaus, erdgeschossiger Sandsteinquaderbau, Satteldach mit Fachwerkgiebel, Portal bezeichnet 1817                                                              | D-4-74-140-22 Wikidata | Bauernhaus |
| Pettensiedel 19 (Standort) | Bauernhaus | stattlicher zweigeschossiger giebelständiger Sandsteinquaderbau, Satteldach mit Trockengauben, zweite Hälfte 19. Jahrhundert                                          | D-4-74-140-23 Wikidata | BW         |
| Pettensiedel 22 (Standort) | Schmiede   | erdgeschossiger traufständiger Sandsteinquaderbau mit Satteldach Fachwerkgiebel, im Kern 17./18. Jahrhundert, Portal bezeichnet 1816, Zwerchhaus nachträglich         | D-4-74-140-24 Wikidata | BW         |
| Pettensiedel 30 (Standort) | Bauernhof  | zweigeschossiges giebelständiges Wohnstallhaus, Satteldach mit Trockengauben, Sandsteinquaderbau, zweite Hälfte 19. Jahrhundert; Fachwerkscheune, 18./19. Jahrhundert | D-4-74-140-25 Wikidata | BW         |

### Pommer
| Lage                 | Objekt                              | Beschreibung | Akten-Nr.              | Bild       |
| -------------------- | ----------------------------------- | --- | ---------------------- | ---------- |
| Pommer 31 (Standort) | Ehemals Zwergschule, heute Wohnhaus | Zweigeschossiger Walmdachbau, massiv, verputzt, traditionalistische Formgebung, 1911                                                  | D-4-74-140-41          | BW         |
| Pommer 31 (Standort) | Stadel                              | Stadel zu Nr. 29, giebelständiger Satteldachbau, Sandsteinquader und Fachwerk, 18. Jahrhundert                                        | D-4-74-140-27 Wikidata | Stadel     |
| Pommer 47 (Standort) | Bauernhaus                          | Bauernhaus, zweigeschossiger Satteldachbau, Erdgeschoss massiv, Obergeschoss Fachwerk, erste Hälfte 19. Jahrhundert, mit älterem Kern | D-4-74-140-28 Wikidata | Bauernhaus |

### Stöckach
| Lage                      | Objekt                              | Beschreibung | Akten-Nr.              | Bild                                |
| ------------------------- | ----------------------------------- | --- | ---------------------- | ----------------------------------- |
| Hauptstraße 22 (Standort) | Pfarrhaus                           | zweigeschossiger Kubus mit flach geneigtem Walmdach, Putzbau mit Gliederungen und Rahmungen in Sandstein, neuklassizistisch, bezeichnet 1892 | D-4-74-140-29 Wikidata | Pfarrhaus                           |
| Hauptstraße 23 (Standort) | Katholische Pfarrkirche St. Ägidius | spätgotische Saalkirche mit Westturm, eingezogener Chor mit 5/8-Schluss, Sandsteinquaderbau mit Satteldach, Chor um 1430, Langhaus und Turm 1517 neu errichtet (bezeichnet am Langhaus), Instandsetzungen 1707 und 1813, neuromanisches Turmobergeschoss und Spitzhelm 1895; mit Ausstattung | D-4-74-140-30 Wikidata | Katholische Pfarrkirche St. Ägidius |
| Hauptstraße 26 (Standort) | Bauernhaus                          | Bauernhaus, erdgeschossiger giebelständiger Sandsteinquaderbau mit Satteldach, großes verputztes Zwerchhaus, Rückfront in Fachwerk, 18./19. Jahrhundert | D-4-74-140-31 Wikidata | Bauernhaus                          |

### Ehemalige Baudenkmäler
In diesem Abschnitt sind Objekte aufgeführt, die früher einmal in der Denkmalliste eingetragen waren, jetzt aber nicht mehr. Objekte, die in anderem Zusammenhang also z. B. als Teil eines Baudenkmals weiter eingetragen sind, sollen hier nicht aufgeführt werden. Aktennummern in diesem Abschnitt sind ehemalige, jetzt nicht mehr gültige Aktennummern.

| Lage                          | Objekt     | Beschreibung | Akten-Nr.              | Bild |
| ----------------------------- | ---------- | --- | ---------------------- | ---- |
| Dachstadt Ermreuther Straße 3 | Bauernhaus | Bauernhaus, zweigeschossiges giebelständiges Satteldachhaus, Erdgeschoss massiv, Fachwerkobergeschoss, erste Hälfte 19. Jahrhundert                                                            | D-4-74-140-12 Wikidata | BW   |
| Pommer Pommer 18; In Pommer   | Bauernhof  | Bauernhof, Bauernhaus, zweigeschossiger verputzter Satteldachbau, erste Hälfte 19. Jahrhundert, mit älterem Kern; Fachwerkstadel, Sandsteinquader und Fachwerk mit Satteldach, 18. Jahrhundert | D-4-74-140-26 Wikidata | BW   |
| Schleinhof Baumgärten         | Grenzstein | Sandstein, 1607, wie anderer; im sogenannten Schwarzen Acker | D-4-74-144-23 Wikidata | BW   |
| Schleinhofer Äcker            | Grenzstein | Sandstein, 1607, wie anderer; etwa 500 m nördlich | D-4-74-144-22 Wikidata | BW   |